# 渋井鋼材
渋井鋼材（しぶいこうざい）は、日本の鋼材卸売企業。